# Fludrocortison
Fludrocortison ist ein synthetisches Aldosteron-Derivat, das in seiner Wirkung vor allem eine mineralokortikoide, aber auch eine geringe glukokortikoide Wirkung aufweist. Es wird zur Behandlung der primären Nebenniereninsuffizienz (Morbus Addison, Kongenitale Nebennierenhyperplasie) eingesetzt.

## Wirkungsmechanismus
Die Effekte von Fludrocortison kommen vor allem durch Bindung an Mineralokortikoidrezeptoren zustande. Damit wird in den Nierenkanälchen die Rückresorption von Natrium- und Chlorid-Ionen gesteigert. Zusätzlich wird auch die renale Ausscheidung von Kalium-, Wasserstoff- und Ammonium-Ionen vermehrt. Außerdem wird in den Glomeruli die glomerulären Filtrationsrate ebenfalls vergrößert. Zudem wird die Wasserdurchlässigkeit der distalen Tubuli vermindert.

## Pharmakokinetik
Der Wirkstoff wird nach oraler Aufnahme rasch resorbiert. Die maximale Plasmakonzentration wird beim Menschen nach vier bis acht Stunden erreicht. Fludrocortison wird in der Leber hydrolysiert und zu 80 % über die Nieren und zu 20 % mit dem Stuhl ausgeschieden. Die Plasmahalbwertszeit beträgt etwa 3,5 Stunden. Die Wirkung hält 12 bis 36 Stunden an.

## Handelsnamen
- Florinef, Astonin-H